# Lekkoatletyka na Letnich Igrzyskach Olimpijskich 2020 – skok w dal kobiet
Skok w dal kobiet był jedną z konkurencji lekkoatletycznych rozgrywanych podczas XXIX Letnich Igrzysk Olimpijskich. Została rozegrana w dniach 1 - 3 sierpnia 2021 roku na Stadionie Narodowym w Tokio.

## Terminarz
Czas w Pekinie (UTC+9)
| Data            | Godzina | Konkurencja  |
| --------------- | ------- | ------------ |
| 1 sierpnia 2021 | 09:50   | Kwalifikacje |
| 3 sierpnia 2021 | 10:50   | Finał        |

## Rekordy
Tabela uwzględnia rekordy uzyskane przed rozpoczęciem rywalizacji.
|                   | Zawodniczka                            | Wynik  | Miejsce   | Data             |
| ----------------- | -------------------------------------- | ------ | --------- | ---------------- |
| Rekord świata     | ZSRR Galina Czistiakowa                | 7,52 m | Leningrad | 11 czerwca 1988  |
| Rekord olimpijski | Stany Zjednoczone Jackie Joyner-Kersee | 7,40 m | Seul      | 29 sierpnia 1988 |

## Wyniki
Minimum kwalifikacyjne do finału wynosiło 6,75 m.

### Kwalifikacje
| Poz. | Grupa | Zawodniczka                 | Państwo                     | Rezultat | Rezultat | Rezultat | Wynik | Uwagi |
| Poz. | Grupa | Zawodniczka                 | Państwo                     | #1       | #2       | #3       | Wynik | Uwagi |
| ---- | ----- | --------------------------- | --------------------------- | -------- | -------- | -------- | ----- | ----- |
| 1.   | B     | Ivana Španović              | Serbia                      | 7,00     | -        | -        | 7,00  | Q     |
| 2.   | A     | Malaika Mihambo             | Niemcy                      | 6,64     | 6,56     | 6,98     | 6,98  | Q     |
| 3.   | A     | Brittney Reese              | Stany Zjednoczone           | 6,52     | 6,86     | -        | 6,86  | Q     |
| 4.   | A     | Tara Davis                  | Stany Zjednoczone           | 6,85     | -        | -        | 6,85  | Q     |
| 5.   | B     | Chantel Malone              | Brytyjskie Wyspy Dziewicze  | x        | 6,44     | 6,82     | 6,82  | Q     |
| 6.   | B     | Ese Brume                   | Nigeria                     | 6,68     | 6,55     | 6,76     | 6,76  | Q     |
| 7.   | A     | Khaddi Sagnia               | Szwecja                     | 6,76     | -        | -        | 6,76  | Q     |
| 8.   | A     | Abigail Irozuru             | Wielka Brytania             | 6,39     | 6,65     | 6,75     | 6,75  | Q     |
| 9.   | A     | Tyra Gittens                | Trynidad i Tobago           | 6,12     | 6,72     | 6,34     | 6,72  | q     |
| 10.  | A     | Maryna Bech-Romanczuk       | Ukraina                     | 6,71     | x        | x        | 6,71  | q     |
| 11.  | A     | Jazmin Sawyers              | Wielka Brytania             | 6,55     | x        | 6,62     | 6,62  | q     |
| 12.  | A     | Brooke Stratton             | Australia                   | 6,60     | 6,44     | 6,32     | 6,60  | q     |
| 13.  | B     | Quanesha Burks              | Stany Zjednoczone           | 6,04     | 6,56     | 6,18     | 6,56  |       |
| 14.  | B     | Nastassia Mironczyk-Iwanowa | Białoruś                    | 6,21     | 6,39     | 6,55     | 6,55  |       |
| 15.  | A     | Maryse Luzolo               | Niemcy                      | 6,54     | x        | 6,38     | 6,54  |       |
| 16.  | B     | Anasztázia Nguyen           | Węgry                       | x        | 6,52     | x        | 6,52  |       |
| 17.  | A     | Alina Rotaru                | Rumunia                     | 6,46     | 6,47     | 6,51     | 6,51  |       |
| 18.  | B     | Eliane Martins              | Brazylia                    | x        | 6,43     | 6,38     | 6,43  |       |
| 19.  | A     | Rellie Kaputin              | Papua-Nowa Gwinea           | x        | 6,30     | 6,40     | 6,40  |       |
| 20.  | B     | Florentina Iusco            | Rumunia                     | 6,19     | x        | 6,36     | 6,36  |       |
| 21.  | B     | Fátima Diame                | Hiszpania                   | x        | 6,27     | 6,32     | 6,32  |       |
| 22.  | A     | Christabel Nettey           | Kanada                      | 6,18     | 6,23     | 6,29     | 6,29  |       |
| 23.  | B     | Yanis David                 | Francja                     | 6,27     | 6,10     | 6,26     | 6,27  |       |
| 24.  | A     | Chanice Porter              | Jamajka                     | x        | 6,13     | 6,22     | 6,22  |       |
| 25.  | B     | Tissanna Hickling           | Jamajka                     | 6,17     | x        | 6,19     | 6,19  |       |
| 26.  | B     | Darya Reznichenko           | Uzbekistan                  | 5,92     | 5,94     | 6,19     | 6,19  |       |
| 27.  | A     | Nathalee Aranda             | Panama                      | 5,98     | 6,12     | x        | 6,12  |       |
| 28.  | B     | Lorraine Ugen               | Wielka Brytania             | 6,05     | x        | x        | 6,05  |       |
| -    | B     | Ksenija Balta               | Estonia                     | x        | x        | x        | NM    |       |
| -    | A     | Darja Kliszyna              | Rosyjski Komitet Olimpijski | x        | x        | x        | NM    |       |

### Finał
| Poz.   | Zawodniczka           | Państwo                    | Rezultat | Rezultat | Rezultat | Rezultat | Rezultat | Rezultat | Wynik | Uwagi |
| Poz.   | Zawodniczka           | Państwo                    | #1       | #2       | #3       | #4       | #5       | #6       | Wynik | Uwagi |
| ------ | --------------------- | -------------------------- | -------- | -------- | -------- | -------- | -------- | -------- | ----- | ----- |
| złoto  | Malaika Mihambo       | Niemcy                     | 6,83     | 6,95     | 6,78     | x        | x        | 7,00     | 7,00  | SB    |
| srebro | Brittney Reese        | Stany Zjednoczone          | 6,60     | 6,81     | 6,97     | 6,87     | 6,95     | 6,84     | 6,97  |       |
| brąz   | Ese Brume             | Nigeria                    | 6,97     | 6,67     | x        | 6,88     | x        | 6,90     | 6,97  |       |
| 4.     | Ivana Španović        | Serbia                     | 6,71     | 6,91     | 6,84     | x        | 6,63     | 6,72     | 6,91  |       |
| 5.     | Maryna Bech-Romanczuk | Ukraina                    | x        | x        | 6,88     | x        | x        | x        | 6,88  |       |
| 6.     | Tara Davis            | Stany Zjednoczone          | 6,62     | 6,67     | 6,81     | 6,84     | 6,83     | 6,71     | 6,84  |       |
| 7.     | Brooke Stratton       | Australia                  | x        | 6,52     | 6,83     | 6,24     | 6,62     | x        | 6,83  |       |
| 8.     | Jazmin Sawyers        | Wielka Brytania            | x        | 6,80     | 6,53     | 6,74     | x        | x        | 6,80  |       |
| 9.     | Khaddi Sagnia         | Szwecja                    | 6,58     | 6,67     | 6,58     |          |          |          | 6,67  |       |
| 10.    | Tyra Gittens          | Trynidad i Tobago          | 6,30     | 6,60     | 6,53     |          |          |          | 6,60  |       |
| 11.    | Abigail Irozuru       | Wielka Brytania            | x        | 6,51     | 6,27     |          |          |          | 6,51  |       |
| 12.    | Chantel Malone        | Brytyjskie Wyspy Dziewicze | 6,50     | 4,73     | 6,48     |          |          |          | 6,50  |       |